# Emily Regan
Emily Regan (Buffalo (New York), 10 juni 1988) is een Amerikaans roeister.
Regan werd eenmaal wereldkampioen in de vier-zonder en driemaal in de acht. In 2017 behaalde Regan met de acht de vierde plaatst tijdens de wereldkampioenschappen, dit was de eerste nederlaag op een mondiaal titeltoernooi voor de Amerikaanse acht sinds 2005.
Regan werd in 2016 in het Braziliaanse Rio de Janeiro olympisch kampioen in de acht.

## Resultaten

### Olympische Zomerspelen
| Jaar | Plaats         | Resultaten |
| ---- | -------------- | ---------- |
| 2016 | Rio de Janeiro | in de acht |

### Wereldkampioenschappen roeien
| Jaar | Plaats              | Resultaten        |
| ---- | ------------------- | ----------------- |
| 2011 | Bled                | in de vier-zonder |
| 2013 | Chungju             | in de acht        |
| 2014 | Amsterdam           | in de vier-zonder |
| 2015 | Aiguebelette-le-Lac | in de acht        |
| 2017 | Sarasota            | 4e in de acht     |
| 2018 | Plovdiv             | in de acht        |

1976: Goretzki & Knetsch & Richter & Ahrenholz & Kallies & Ebert & Lehmann & Müller & Wilke ·
1980: Boesler & Neisser & Köpke & Schütz & Kühn & Richter & Sandig & Metze & Wilke ·
1984: O'Steen & Metcalf & Bower & Graves & Flanagan & Norelius & Thorsness & Keeler & Beard ·
1988: Strauch & Zeidler & Haacker & Wild & Kluge & Schröer & Balthasar & Stange & Neunast ·
1992: Barnes & Taylor & Delehanty & Crawford & McBean & Worthington & Monroe & Heddle & Thompson ·
1996: Tănase & Cochelea & Gafencu & Spîrcu & Olteanu & Lipă & Popescu & Ignat & Georgescu ·
2000: Damian & Susanu & Olteanu & Cochelea & Dumitrache & Lipă & Gafencu & Ignat & Georgescu ·
2004: Florea & Susanu & Bărăscu & Papuc & Gafencu & Lipă & Damian & Ignat & Georgescu ·
2008: Cafaro & Cummins & Davies & Francia & Goodale & Lind & Logan & Shoop & Whipple ·
2012: Cafaro & Francia & Lofgren & Ritzel, Musnicki & Logan & Lind, Davies & Whipple ·
2016: Elmore & Gobbo & Logan & Musnicki, Polk & Regan & Schmetterling & Simmonds & Snyder ·
2020: Roman & Gruchalla-Wesierski & Roper & Proske & Grainger & Mailey & Payne & Wasteneys & Kit ·
2024: Rusu & Anghel & Bodnar & Lehaci & Adam & Bereș & Vrînceanu & Radiș & Petreanu